# Глущенково
Глущенково (укр. Глущенкове), село в Лиманской городской общине, Краматорского района, Донецкой области[уточнить].
Код КОАТУУ — 6321082003. Население по переписи 2001 года составляет 36 (15/21 м/ж) человек.

## Географическое положение
Село Глущенково находится на правом берегу реки  Нитриус.

## История
- 1780-е года — время первого упоминания села[1].